# Arius madagascariensis
The Madagascar sea catfish (Arius madagascariensis) là một loài cá thuộc họ Ariidae. Nó được tìm thấy ở Madagascar, Mozambique, and Tanzania. Các môi trường sống tự nhiên của chúng là sông, hồ nước ngọt, shallow seas, and estuarine waters.